# Вихопень Василь Ігорович
Васи́ль І́горович Ви́хопень (1 березня 1993; Вихопні, Кам'янка-Бузький район, Львівська область — 11 липня 2014; Зеленопілля, Свердловський район, Луганська область) — молодший сержант, старший оператор протитанкового взводу 24-ї Залізної імені князя Данила Галицького окремої механізованої бригади (Яворів) Сухопутних військ Збройних сил України. Кавалер ордена «За мужність» ІІІ ступня (14.03.2015; посмертно).

## Життєпис
Народився Василь Вихопень 1 березня 1993 року в селі Вихопні Кам'янка-Бузького району Львівської області. Закінчив загальноосвітню школу, Ставропігійське вище професійне училище міста Львів за професією «Столяр, виробник художніх виробів з дерева».
Навесні 2012 року був призваний на строкову військову службу до лав Збройних сил України. Служив в 80-му окремому аеромобільному полку Високомобільних десантних військ (з 2012 року – 80-та окрема десантно-штурмова бригада; військова частина А0284; місто Львів). На весні 2013 року Василь Вихопень звільнений зі Збройних сил України у запас.
Весною 2014 року Василь Вихопень мобілізований до лав Збройних сил України. Служив у 24-й Залізній імені князя Данила Галицького окремій механізованій бригаді Сухопутних військ Збройних сил України (військова частина А0998; місто Яворів Львівської області).
З літа 2014 року брав участь в антитерористичній операції на сході України.
Василь Вихопень був похований 13 вересня 2014 року на полі Почесних поховань № 76 Личаківського цвинтаря міста Львів.
Залишились батьки — Ігор Васильович (1965) та Надія Василівна (1965).

## Обставини загибелі
11 липня 2014 року в районі села біля Зеленопілля Луганській області близько 4:30 годин ранку російсько-терористичні угрупування обстріляли з РСЗВ «Град» блок-пост українських військових, в результаті обстрілу загинуло 19 військовослужбовців, серед них і Василь Вихопень.

## Нагороди
За особисту мужність і героїзм, виявлені у захисті державного суверенітету та територіальної цілісності України, вірність військовій присязі під час російсько-української війни нагороджений орденом «За мужність» III ступеня (14.03.2015; посмертно).